# Championnat de Zambie de football 2011
Navigation
Saison précédente Saison suivante
La saison 2011 du Championnat de Zambie de football est la cinquantième édition de la première division en Zambie. Les seize meilleures équipes du pays sont regroupées au sein d'une poule unique où elles s'affrontent deux fois, à domicile et à l'extérieur. En fin de saison, les quatre derniers du classement sont relégués et remplacés par les deux premiers de chacune des deux groupes géographiques de Zambian Second Division, la deuxième division zambienne.
C'est le club du Power Dynamos FC qui remporte le championnat cette saison après avoir terminé en tête du classement, avec six points sur les Red Arrows FC et neuf sur les Konkola Blades FC. C'est le sixième titre de champion de Zambie de l'histoire du club, le premier depuis 2000.
Le tenant du titre, ZESCO United FC, ne termine qu'à la sixième place, à douze points des Power Dynamos.

## Les clubs participants
| - Konkola Blades FC - Power Dynamos FC - Nchanga Rovers FC - Roan United FC - Green Buffaloes FC - Kalewa Ndola FC - Promu de Second Division - Nkana FC - Lime Hotspurs FC - Promu de Second Division | - Red Arrows FC - Zanaco FC - ZESCO United FC - Forest Rangers FC - Nkwazi FC - Nakambala Leopards FC - Promu de Second Division - Kabwe Warriors FC - Green Eagles FC - Promu de Second Division |

## Compétition
Le barème de points servant à établir les classements se décompose ainsi :
- Victoire : 3 points
- Match nul : 1 point
- Défaite : 0 point

### Classement
| Rang | Équipe                  | Pts | J  | G  | N  | P  | Bp | Bc | Diff |
| ---- | ----------------------- | --- | -- | -- | -- | -- | -- | -- | ---- |
| 1    | Power Dynamos FC        | 59  | 30 | 18 | 5  | 7  | 49 | 18 | +31  |
| 2    | Red Arrows FC           | 53  | 30 | 14 | 11 | 5  | 41 | 23 | +18  |
| 3    | Konkola Blades FC       | 50  | 30 | 13 | 11 | 6  | 28 | 18 | +10  |
| 4    | Nchanga Rovers FC       | 49  | 30 | 14 | 7  | 9  | 23 | 18 | +5   |
| 5    | Green Buffaloes FC      | 48  | 30 | 13 | 9  | 8  | 31 | 24 | +7   |
| 6    | ZESCO United FC T       | 47  | 30 | 13 | 8  | 9  | 33 | 19 | +14  |
| 7    | Nkana FC                | 46  | 30 | 13 | 7  | 10 | 35 | 29 | +6   |
| 8    | Zanaco FC               | 44  | 30 | 12 | 8  | 10 | 37 | 31 | +6   |
| 9    | Forest Rangers FC       | 42  | 30 | 10 | 12 | 8  | 30 | 26 | +4   |
| 10   | Nakambala Leopards FC P | 41  | 30 | 12 | 5  | 13 | 24 | 35 | -11  |
| 11   | Green Eagles FC P       | 38  | 30 | 9  | 11 | 10 | 21 | 23 | -2   |
| 12   | Roan United FC          | 34  | 30 | 8  | 10 | 12 | 27 | 35 | -8   |
| 13   | Kabwe Warriors FC       | 30  | 30 | 8  | 6  | 16 | 22 | 28 | -6   |
| 14   | Lime Hotspurs FC P      | 30  | 30 | 8  | 6  | 16 | 21 | 34 | -13  |
| 15   | Nkwazi FC               | 28  | 30 | 7  | 7  | 16 | 28 | 53 | -25  |
| 16   | Kalewa Ndola FC P       | 17  | 30 | 4  | 5  | 21 | 17 | 53 | -36  |

|  | Qualification pour la Ligue des champions de la CAF 2012 |
|  | Qualification pour la Coupe de la confédération 2012     |
|  | Relégation directe en Second Division                    |
|  | T : Tenant du titre P : Promu de Second Division         |

## Bilan de la saison
| Championnat de Zambie de football 2011 |                             |
| Champion                               | Power Dynamos FC (6e titre) |
| Coupes et trophées                     |                             |
| Vainqueur de la Coupe de Zambie 2011   | Non disputée                |
| Qualifications continentales           |                             |
| Ligue des champions de la CAF 2012     | Power Dynamos FC            |
| Coupe de la confédération 2012         | Red Arrows FC               |
| Promotions et relégations              |                             |
| Promus en Premier League               | Indeni Ndola                |
| Promus en Premier League               | Konkola Mine Police         |
| Promus en Premier League               | NAPSA Stars Lusaka          |
| Promus en Premier League               | National Assembly FC        |
| Relégués en Second Division            | Kabwe Warriors FC           |
| Relégués en Second Division            | Lime Hotspurs FC            |
| Relégués en Second Division            | Nkwazi FC                   |
| Relégués en Second Division            | Kalewa Ndola FC             |